# 星波綾
星波 綾（ほしなみ あや、3月4日 - )は、日本の元女性ナレーター、声優。大阪府大阪市出身。
自身の公式ツイッターで2017年9月30日をもって所属事務所を退所し、芸能活動を終了することを発表した。

## 略歴
- 関西学院大学文学部卒業[1]。

## 出演
※太字は主役・ヒロイン

### 吹き替え
- 結婚って、幸せですか（リー・ウェイエン）

### ラジオ
- FM滋賀「spice-ｅ」DJ
- FM尼崎「1年キャラ組声優クラス」

### ナレーション
- 同志社女子大学DVD
- 高速道路料金所 業務概要紹介映像
- どやメシ紀行
- 日産自動車㈱ カーナビゲーション
- 兵庫国道事務所（RCM）
- 天神LOFT（機内用）
- ローザンベリー多和田（CM、インフォメーション）

### イベント
- パナソニック
- 各種携帯キャンペーン

### 舞台
- 声のチーム「きゃらふるワンダーランド」第1回公演
- ドラマティックウエスト第8回特別公演
- 「出世花 -花散らしの雨が降るとき-」（お縁）